# Roman Pavela
Roman Pavela (* 14. dubna 1970 Opočno) je český botanik, vědec a popularizátor vědy. Je mezinárodně uznávanou autoritou v oblasti výzkumu biologicky aktivních látek získávaných z léčivých a aromatických rostlin.

## Život
Vystudoval Českou zemědělskou univerzitu v Praze, od roku 1994 pracuje v Národním centru zemědělského a potravinářského výzkumu v Praze-Ruzyni, kde zastává pozici vedoucího týmu Sekundární metabolity rostlin v ochraně plodin.
Specializuje se na výzkum biologicky aktivních látek získaných z rostlin a jejich využití jako tzv. účinných látek environmentálně a zdravotně bezpečných botanických pesticidů, farmářských přípravků anebo základních látek. Jeho tým vyvinul řadu nových, a zcela unikátních (patentově chráněných) přípravků na ochranu rostlin, se kterými se v současnosti můžeme setkat nejen v hobby marketech, ale které se také používají v systémech integrované ochrany rostlin.

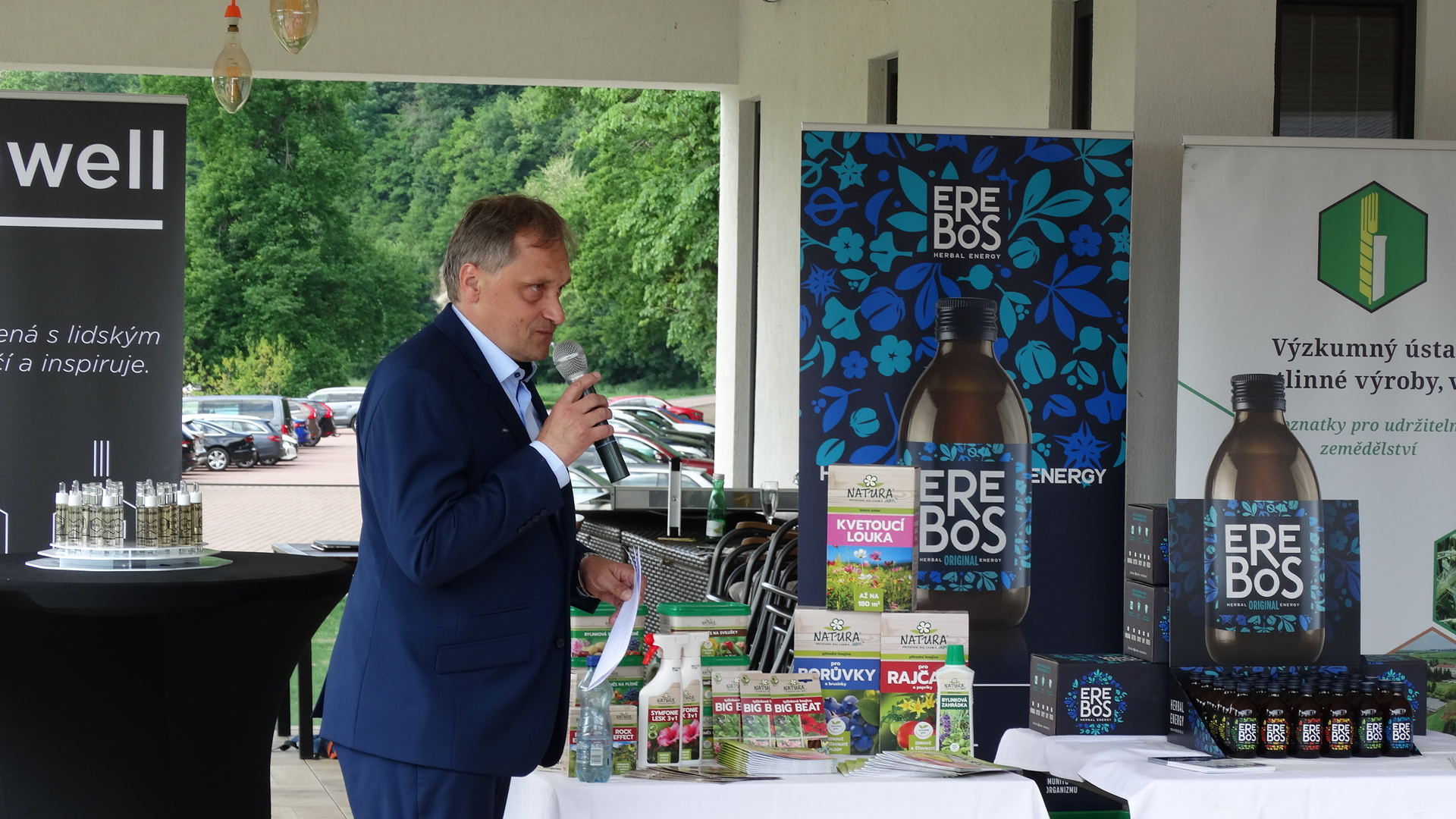
Roman Pavela při prezentaci výzkumu.

Mezi jeho hlavní vědecké zájmy patří: vývoj botanických pesticidů, výzkum interakcí rostlina-hmyz (patogen), výzkum fenoménu protipožerové aktivity rostlinných sekundárních metabolitů proti fytofágnímu hmyzu, vliv letálních a subletálních dávek sekundárních metabolitů na cílové a necílové organismy, účinnost pesticidů na cílové i necílové organismy. V posledních letech se také zabývá možnostmi využití rostlinných sekundárních metabolitů v potravinářství, díky čemuž vzniklo několik nových potravin s přídavkem rostlinných biologicky aktivních látek, které mohou prospěšně působit na lidské zdraví.
Spolupracuje s mnoha českými i zahraničními firmami a vědeckými institucemi na vývoji nových přípravků bezpečných pro životní prostředí a zdraví obyvatelstva. Je členem redakčních rad vědeckých časopisů: Industrial Crop and Production, Acta Tropica, Entomologia Generalis, Journal of Biopesticides, Biopesticides International.
V současnosti je koordinátorem nebo odpovědným řešitelem několika výzkumných projektů. Dosud získané výsledky projektů jsou vysoce hodnoceny našimi i zahraničními odborníky. Některé výsledky výzkumu jsou uvedeny na trh ve spolupráci se soukromými výrobci. Za svou vědeckou kariéru publikoval více než 350 odborných a vědeckých prací či jejich kapitol, z čehož dosud více než 130 původních vědeckých prací ve vědeckých periodikách s impakt faktorem. V roce 2022 se umístil v seznamu 7000 nejcitovanějších světových vědců akademické služby Web of Science.
Vědu a výsledky své vědecké práce popularizuje v pořadech České televize (např. v pořadu Polopatě, Snídaně s Novou, Jak na to, Receptář, Sama doma atd.), v odborných časopisech i novinách a magazínech určených pro širokou veřejnost. Přednáší problematiku botanických pesticidů, základních látek a využití rostlin v potravinářství, lékařství a kosmetice jak na různých akcích pro veřejnost, tak v rámci školení zemědělských specialistů a agronomů, pořádaných různými zemědělskými svazy (např. Svaz ekologických pěstitelů, Asociace soukromého zemědělství ČR atd.).  
Problematiku botanických pesticidů přednáší v rámci vybraných předmětů na zemědělsky zaměřených univerzitách, aktivně se podílí na výchově studentů jako odborný konzultant jejich diplomových a doktorských prací.
Pro širokou veřejnost vydal také několik velmi úspěšných knih, z těch čtenářsky nejoceňovanějších jsou to Zeleninová zahrádka polopatě anebo série Světem bylin s Romanem Pavelou.

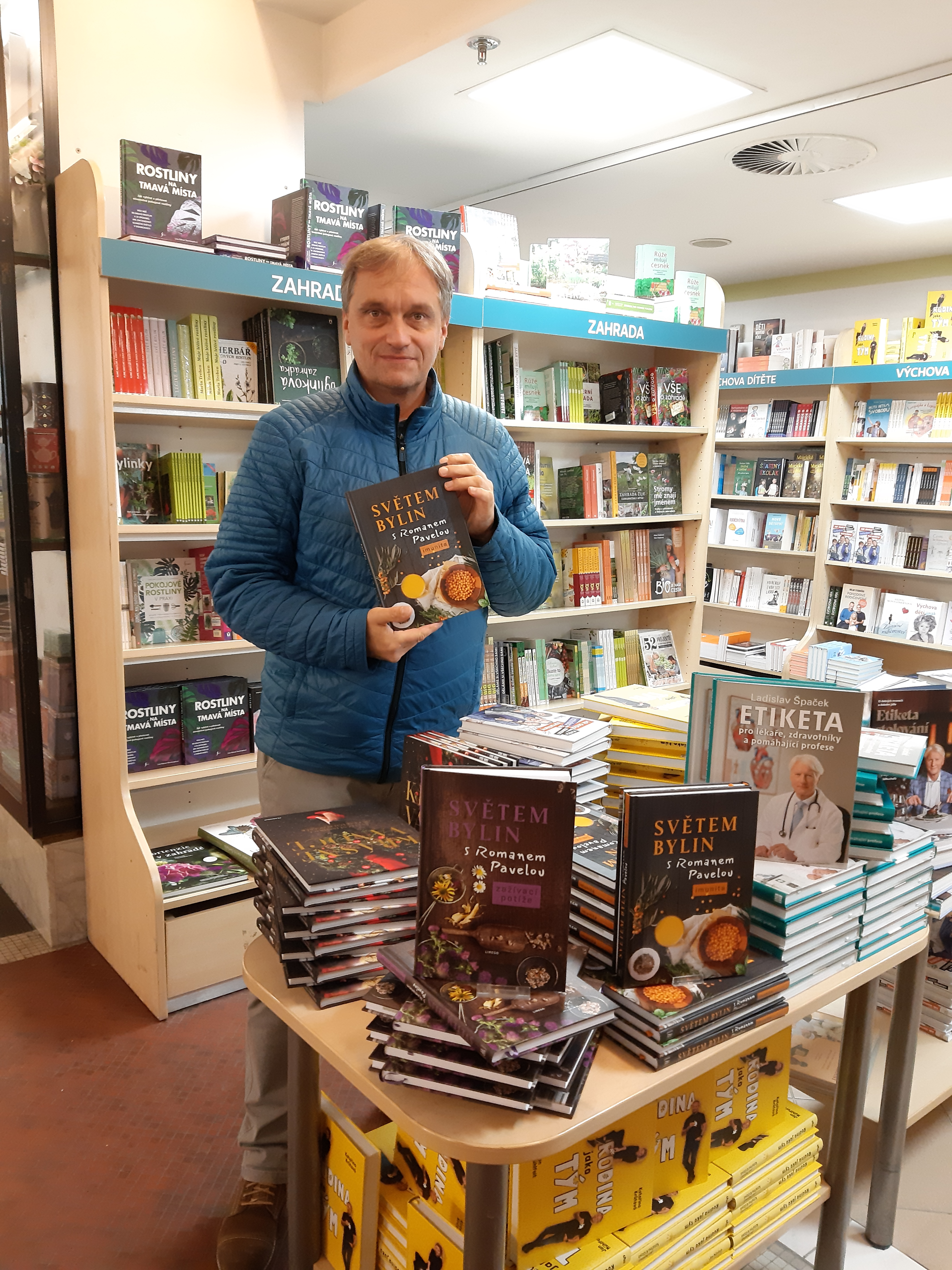
Roman Pavela se svými knihami.

## Ocenění vědecké činnosti
Roman Pavela je nositelem významného ocenění Ministra životního prostředí ČR, za vývoj výrobků prokazatelně zlepšujících kvalitu života a životního prostředí – Česká hlava 2013.
V roce 2019 byl zařazen společností Web of Science do prestižního seznamu nejcitovanějších vědců světa – Highly Cited Researchers.

### Další významná ocenění
- 2012 – laureát – Cena ředitele VÚRV, v.v.i. za komercializovaný produkt vzniklý v rámci řešení projektu
- 2012 – laureát – Cena ředitele VÚRV, v.v.i. za nejcitovanější původní vědeckou práci v oboru
- 2013 – laureát – ocenění Česká hlava 2013 – cena ministra životního prostředí.
- 2014 – laureát – Cena ředitele VÚRV komercializovaný produkt vzniklý v rámci řešení projektu
- 2014 – laureát – Cena ředitele VÚRV, v.v.i. za nejcitovanější původní vědeckou práci v oboru
- 2015 – laureát – Cena ředitele VÚRV komercializovaný produkt vzniklý v rámci řešení projektu
- 2015 – laureát – Cena ředitele VÚRV, v.v.i. za nejcitovanější původní vědeckou práci v oboru
- 2016 – laureát – Cena ředitele VÚRV, v.v.i. za nejcitovanější původní vědeckou práci v oboru
- 2017 – laureát – Cena ředitele VÚRV, v.v.i. za nejcitovanější původní vědeckou práci v oboru
- 2017 – laureát – Spolupráce roku 2017 (3. místo) Ocenění za spolupráci mezi firmami a výzkumnou sférou (Sdružení pro zahraniční investice (AFI) a Americká obchodní komora v ČR (AmCham), ve spolupráci s Technologickou agenturou ČR (TAČR) udělili 3. místo v soutěži o nejlepší spolupráci roku 2017 mezi firmami a výzkumnou sférou Výzkumnému ústavu rostlinné výroby, v.v.i., za projekt „Vývoj nových, environmentálně bezpečných přípravků na ochranu rostlin“ Spoluřešitelem projektu byla firma AGRO CS a.s. Nejvýznamnějším výsledkem projektu, jehož koordinátorem byl Ing. Roman Pavela, Ph.D. je nahrazení některých přípravků na ochranu rostlin, které mají prokazatelně negativní vliv na životní prostředí a zdraví člověka. Využití biologicky aktivních látek obranného mechanizmu rostlin je v současnosti považováno za jednu z možných alternativ řešení problému – vývoj tzv. botanických pesticidů. Tyto výrobky částečně nahrazují nebezpečné aplikace prostředků na ochranu rostlin do půdy proti škodlivým činitelům.
- 2018 – laureát – Cena ředitele VÚRV komercializovaný produkt vzniklý v rámci řešení projektu
- 2018 – laureát – Cena ředitele VÚRV, v.v.i. za nejcitovanější původní vědeckou práci v oboru
- 2019 – laureát – Cena ředitele VÚRV komercializovaný produkt vzniklý v rámci řešení projektu
- 2019 – laureát – Cena ředitele VÚRV, v.v.i. za nejcitovanější původní vědeckou práci v oboru

## Popularizace vědy a výzkumu

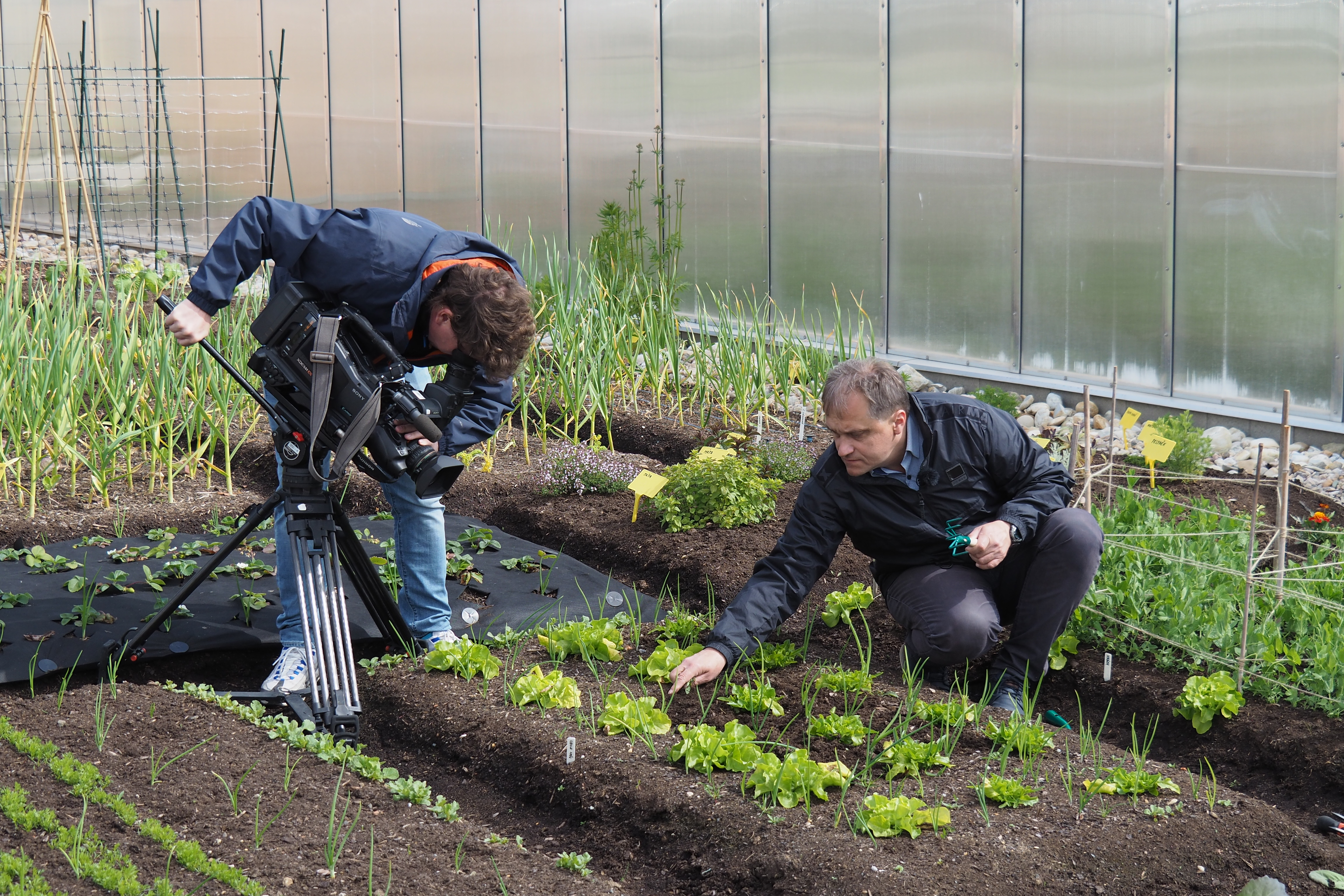
Při natáčení pořadu Polopatě.

Roman Pavela pravidelně vystupuje v médiích jménem svým, ale často prezentuje činnost celého Výzkumného ústavu rostlinné výroby. Je pravidelným hostem pořadů České televize (např. Polopatě, Co naše babičky uměly a my zapomněli, Sama doma, Černé ovce) či TV Nova nebo rozhlasu. Kromě toho popularizuje výsledky vědy a výzkumu v odborných časopisech určených pro širokou odbornou i laickou veřejnost (např. Agromanuál, Zahrádkář, Farmář, Zemědělec, 21. století), přičemž do magazínu Agromanuál přispívá už desítky let a jeho bylinkářská rubrika v časopise 21. století patří trvale k nejoblíbenějším.
Napsal několik populárně naučných knih pro širokou odbornou i laickou veřejnost (např. Botanické pesticidy, Přírodní cestou nejen proti chorobám a škůdcům, Světem bylin s Romanem Pavelou). Série Světem bylin s Romanem Pavelou, která vychází v nakladatelství Lirego, patří mezi nejúspěšnější svého segmentu a vzhledem k velmi kladným ohlasům čtenářů se chystají další díly.